# Bảng thuật ngữ Công giáo
Trang này trình bày các thuật ngữ được sử dụng trong bối cảnh Giáo hội Công giáo.

## A
- Ân điển

## B
- Ba Ngôi Thiên Chúa
- Bàn thờ
- Băng ghế nhà thờ [en]
- Bí tích Thánh Thể – một bí tích Kitô giáo, cử hành để tưởng niệm sự kiện Chúa Giêsu ban Mình và Máu của mình cho các môn đệ trong Bữa tiệc ly, trước khi bị phản bội và bị đóng đinh vào thập giá
- Biệt tôn [en] – sự tôn kính xứng đáng dành cho Đức Trinh nữ Maria, với mức độ thấp hơn sự thờ phượng Thiên Chúa và cao hơn sự tôn kính các thánh cũng xem: Tôn kính (ở dưới)
- Bộ (Giáo triều Roma)
- Bộ Giáo luật 1917
- Bộ Giáo luật 1983
- Bộ Giáo luật các Giáo hội Đông phương
- Bí tích Hòa Giải – còn gọi là bí tích Giao Hòa hay bí tích Giải tội, là một bí tích Kitô giáo được cử hành bởi một tư tế để tha tội cho một hối nhân, mà tội của người hối nhân được tha nhờ việc xưng tội và cùng lòng ăn năn và quyết tâm không tái phạm
- Bí tích Thêm Sức
- Bí tích Truyền Chức Thánh

## C
- Các thánh thông công
- Cha (giáo sĩ) – danh hiệu truyền thống dành cho các linh mục
- Chân phước
- Chiến tranh chính nghĩa
- Chúa Giêsu chịu phép rửa
- Cuộc viếng thăm Ad Limina – cuộc viếng thăm Tòa Thánh của các giám mục giáo phận, thông thường được tổ chức 5 năm một lần

## D
- Dòng tu

## Đ
- Đại điện của Chúa Kitô
- Đại diện giám mục
- Đại diện Tông tòa
- Đại diện tư pháp [en]
- Đạo Công giáo – thuật ngữ chỉ chung cho đức tin Công giáo, thần học và học thuyết Công giáo, đặc tính phụng vụ, luân lý, tâm linh và hành vi của đức tin Công giáo cũng như tất cả các tín hữu Công giáo
- Đấng bản quyền
- Đấng đáng kính
- Đền thánh
- Đệ nhất lục sự Tòa Thánh – cũng xem: Đức ông (ở dưới)
- Đọc sách – một thừa tác viên phụ trách đọc Lời Chúa
- Đổng lý giáo phủ [en]
- Đời sống thánh hiến
- Đức Chúa Cha – danh hiệu của Thiên Chúa Ngôi Thứ Nhất
- Đức ông – danh hiệu có thể được ban cho một linh mục
- Đức Thánh Cha – kính ngữ đối với Giáo tông
- Đức Nữ trung gian – tước hiệu của Đức Trinh nữ Maria, thể hiện vai trò trung gian của Đức Bà trong công trình cứu chuộc

## G
- Gậy mục tử
- Giao hòa – xem: Bí tích Hòa Giải
- Giám chức danh dự của Đức Thánh Cha
- Giám hạt tòng nhân [en]
- Giám hạt tòng thổ [en]
- Giám mục – một thừa tác viên chức thánh đã lãnh nhận trọn vẹn Bí tích Truyền Chức Thánh, có trách nhiệm giảng dạy đức tin Công giáo, lãnh đạo Hội thánh và thánh hóa các tín hữu
- Giám mục chính tòa
- Giám mục hưu trí [en] – một danh hiệu được dành riêng cho các giám mục đã về hưu
- Giám mục đô thành
- Giám mục hiệu tòa
- Giám mục phó – một giám mục phụ tá có quyền kế vị giám mục giáo phận trong trường hợp vị này rời nhiệm sở (về hưu, qua đời, thuyên chuyển đi nơi khác)
- Giám mục phụ tá
- Giám quản Tông tòa
- Giáo dân Công giáo
- Giáo hạt quân đội
- Giáo hạt tòng nhân
- Giáo hội hoàn vũ – danh hiệu ám chỉ Giáo hội Công giáo
- Giáo luật
- Giáo hội địa phương
- Giáo hội Latinh
- Giáo lý – bản trình bày đức tin và đạo lý Công giáo đã được phê chuẩn
- Giáo phủ
- Giáo sĩ dòng [en]
- Giáo sĩ triều [en]
- Giáo tông
- Giáo triều Roma
- Giáo xứ
- Giảng đài [en]
- Giếng rửa tội [en]
- Giúp lễ

## H
- Hàng giáo phẩm
- Hậu cung [en]
- Hiệp thông trọn vẹn
- Hội đồng giám mục
- Hồng y
- Hồng y đoàn

## K
- Khấn – xem: Khấn đơn (ở dưới) hoặc Khấn trọng thể (ở dưới)
- Khấn đơn [en]
- Khấn trọng thể [en]

## L
- Lâm bô – một khái niệm trong thần học suy lý đề cập đến một tình trạng an nghỉ của linh hồn những người đã qua đời mà chưa được lãnh phép rửa tội và vẫn còn mang tội tổ tông, thay vì phải chịu hình phạt hỏa ngục. Thuật ngữ lâm bô chưa được Giáo hội Công giáo định nghĩa cách chính thức
- Lectio Divina
- Linh mục
- Linh mục dòng
- Linh mục triều
- Lương gia đình – mức lương đủ để nuôi sống một gia đình; trái ngược với mức lương đủ sống
- Ly giáo Đông-Tây

## M
- Mật nghị Hồng y
- Miễn chuẩn
- Mũ mitra

## N
- Năm chứng lý – xem: Quinque viæ (ở dưới)
- Nghi chế Alexandria
- Nghi chế Byzantium
- Nghi chế Syriac Tây
- Nghi chế Tây phương
- Nghi thức hiệp lễ [en]
- Nhập tịch và xuất tịch [en]
- Nhập thể – sự kiện Ngôi Lời Thiên Chúa mặc lấy thân người, có nhân tính bình thường và trở thành con người thực thụ, tức là Đức Giêsu Kitô (không nên nhầm lẫn với tín điều Đức Mẹ vô nhiễm nguyên tội)
- Ngôi vị – chẳng hạn, thần tính và nhân tính của Chúa Giêsu Kitô hiệp nhất trong ngôi vị Con Thiên Chúa
- Nữ tu

## O
- Ơn hiện sủng [en]
- Ơn thánh hóa – xem: Ân điển

## P
- Phẩm trật
- Phong trào Phản Cải cách – phong trào phục hưng Công giáo, khởi đầu bằng Công đồng Trento và kết thúc khi Chiến tranh Ba Mươi Năm ngã ngũ
- Phủ doãn Tông tòa
- Phó tế
- Phó tế chuyển tiếp – xem: Phó tế
- Phó tế vĩnh viễn – xem: Phó tế
- Phụ phó tế [en] – chức thứ 5 trong 7 chức thánh (trước công đồng Vaticano II)
- Phụ tế [en] – chức thứ 4 trong 7 chức thánh (trước công đồng Vaticano II)
- Phụng vụ – việc thờ phượng Thiên Chúa với tính cách cộng đồng, cần phân biệt với việc đạo đức riêng của cá nhân
- Phụng vụ thánh – nghi thức cử hành Bí tích Thánh thể của các giáo hội Đông phương

## Q
- Quinque viæ – năm chứng lý triết học nổi tiếng của thánh Thomas Aquinas nhằm chứng tỏ sự thực hữu của Thiên Chúa, được trình bày trong tác phẩm Summa Theologiæ của ông

## R
- Rửa tội
- Rước lễ – xem: Bí tích Thánh Thể

## S
- Sách bài đọc
- Sách lễ
- Sách lễ Roma
- Sống ngoài nội vi
- Summa Theologiæ – bộ tổng luận thần học của thánh Thomas Aquinas
- Sứ thần Tòa Thánh
- Sự sa ngã của con người – sự cố ý khước từ tình trạng thánh thiện nguyên thủy, khước từ sự hiệp thông với Thiên Chúa để bước vào trạng thái tội lỗi và bất phục tùng dai dẳng

## T
- Tập viện
- Thánh bộ – xem: Bộ (Giáo triều Roma)
- Thánh lễ – nghi thức cử hành Bí tích Thánh Thể trong các nghi chế Tây phương
- Thánh Mẫu học
- Thánh truyền
- Thẩm phán Giáo hội [en]
- Thống hối – xem: Bí tích Giao hòa
- Thuyết biến thể
- Thượng phụ
- Tín hữu sa ngã – một tín hữu ngừng sống đức tin Công giáo
- Tòa giám mục
- Tòa Thánh – là phần dân Thiên Chúa thuộc thẩm quyền của Giám mục Rôma (Tòa giám mục Rôma) và là tòa giám mục có quyền thẩm quyền vượt trội trong Giáo hội Công giáo, cấu thành nên chính quyền trung ương của Giáo hội
- Tòa thượng phụ
- Tôn kính [en] – cũng xem: Biệt tôn
- Thờ phượng [en] – tôn sùng và cầu nguyện với tâm tình cậy trông dành riêng cho Thiên Chúa Ba Ngôi
- Tông thư
- Tông truyền
- Tổng đại diện
- Tổng giám mục – giám mục đứng đầu một tổng giáo phận, có thẩm quyền hạn chế trên các giáo phận trực thuộc; một danh hiệu danh dự có thể được ban cho một giám mục, thường là các Sứ thần Tòa Thánh và một số thành viên khác của ngoại giao đoàn Tòa Thánh
- Trống tòa
- Trừ tà – đuổi quỷ dữ khỏi những cá nhân, nơi chốn hay đồ vật bị quỷ ám
- Tu đoàn tông đồ [en]
- Tu hội [en]
- Tu hội đời sống thánh hiến [en]
- Tuyên chân phước
- Tuyên úy của Đức Thánh Cha – cũng xem: Đức ông
- Tượng Chúa chịu nạn

## V
- Vạ tuyệt thông – dược hình tôn giáo, có tác dụng cấm người tín hữu lãnh nhận các bí tích, giữ chức vụ trong Hội thánh cùng hưởng nhiều đặc ân khác.
- Văn phòng chưởng ấn giáo phận
- Văn phòng chưởng ấn Tông tòa [en] – một cơ quan cũ của Giáo triều Roma
- Viện mẫu – người nữ đứng đầu một cộng đoàn nữ đan sĩ (đan viện)
- Viện phụ – người nam đứng đầu một cộng đoàn đan sĩ (đan viện)
- Vô nhiễm nguyên tội – một tín điều mà Hội thánh Công giáo tuyên xưng, đề cập đến việc Đức Mẹ Maria ngay từ lúc thành thai đã được Thiên Chúa gìn giữ cho khỏi mọi vết nhơ của tội nguyên tổ (không nên nhầm lẫn với sự nhập thể của Đức Kitô)

## X
- Xét mình – xem: Bí tích Hòa Giải
- Xưng tội – xem: Bí tích Hòa Giải

## Trích dẫn
- Bộ Giáo luật 1983